# Ergo Arena
La Ergo Arena è un palazzetto dello sport e di spettacoli polacco, situato sul confine tra Danzica e Sopot.

## Funzioni dell'impianto
Nel Palazzetto possono disputarsi discipline di pallavolo, pallacanestro, pallamano, tennis, tennis da tavolo, equitazione, sport da combattimento ed hockey su ghiaccio.
Attualmente ospita le partite casalinghe di tre squadre militanti nei rispettivi massimi campionati nazionali: la squadra di pallavolo femminile Atom Trefl Sopot, di pallavolo maschile Trefl Gdańsk e di pallacanestro maschile Trefl Sopot.
Nonostante l'atletica non vi venga usualmente praticata, nel 2014 l'impianto ha ospitato i campionati mondiali di atletica leggera indoor.

## Eventi

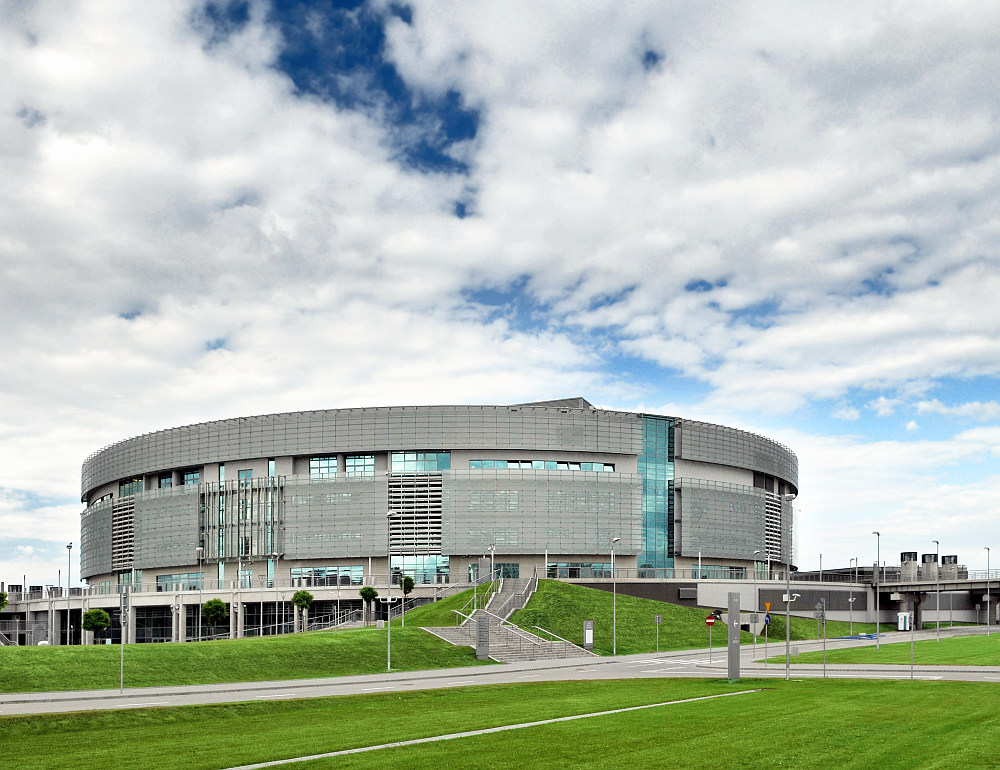
Il palazzo prima dell'apertura, giugno 2010

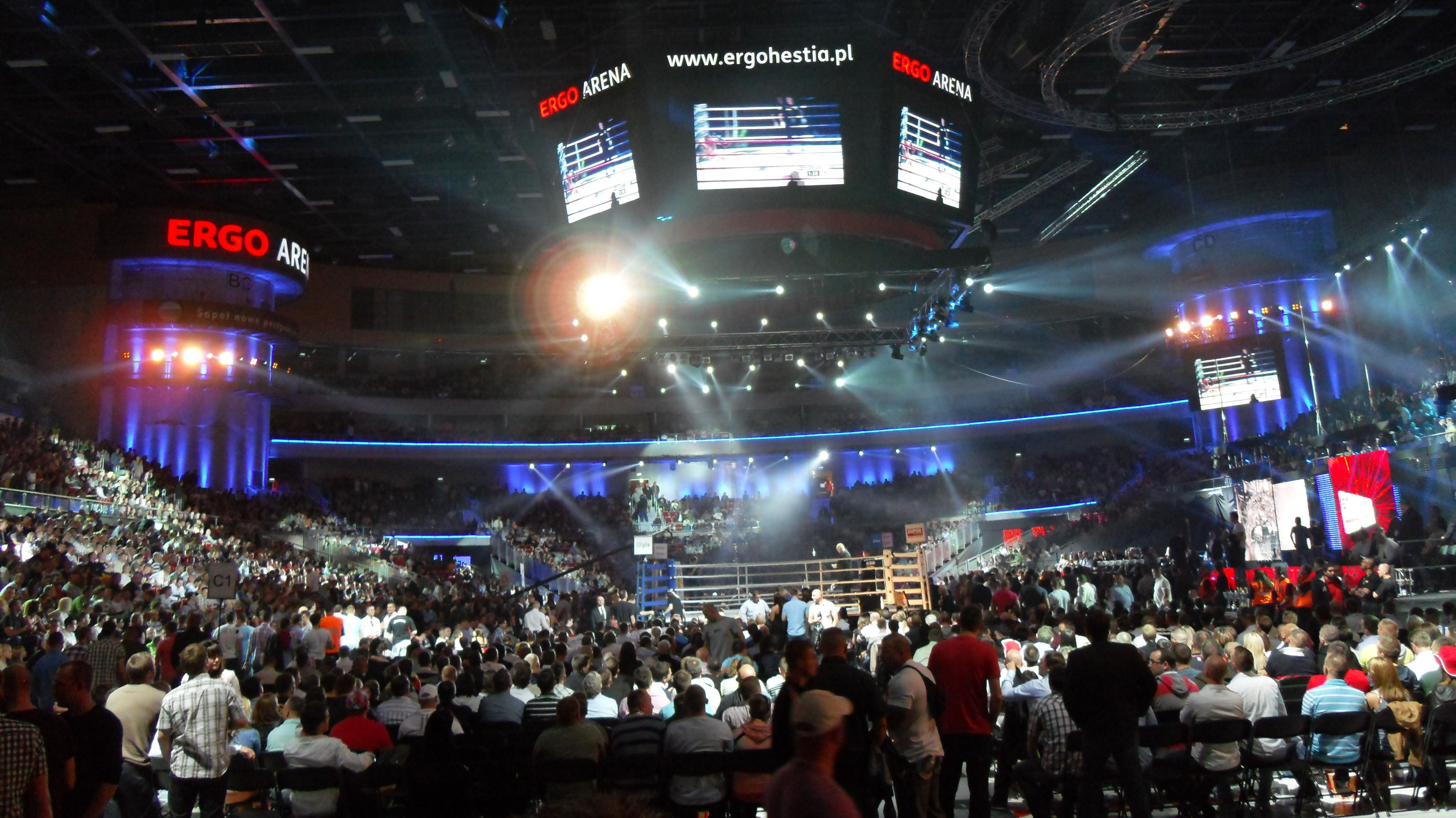
L'interno durante un galà della box professionistica

### Sportivi
- La fase finale de World League di pallavolo 2011 "Danzica 2011"
- Campionato europeo maschile di pallavolo 2013 "Polonia e Danimarca 2013"
- Campionati del mondo di atletica leggera indoor "Sopot 2014"
- Campionato mondiale maschile di pallavolo 2014 "Polonia 2014"
- Campionato europeo maschile di pallamano "Polonia 2016"
- Campionato mondiale femminile di pallavolo 2022

### Musicali
- Lady Gaga
- Sting
- Michael Bublé
- José Carreras
- Ozzy Osbourne
- Rammstein
- Roxette
- Erykah Badu
- Jean-Michel Jarre
- Chris Botti
- Lady Pank
- Backstreet Boys
- Disturbed[senza fonte]

## Parametri tecnici
- Dimensioni impianto: 214/180 m

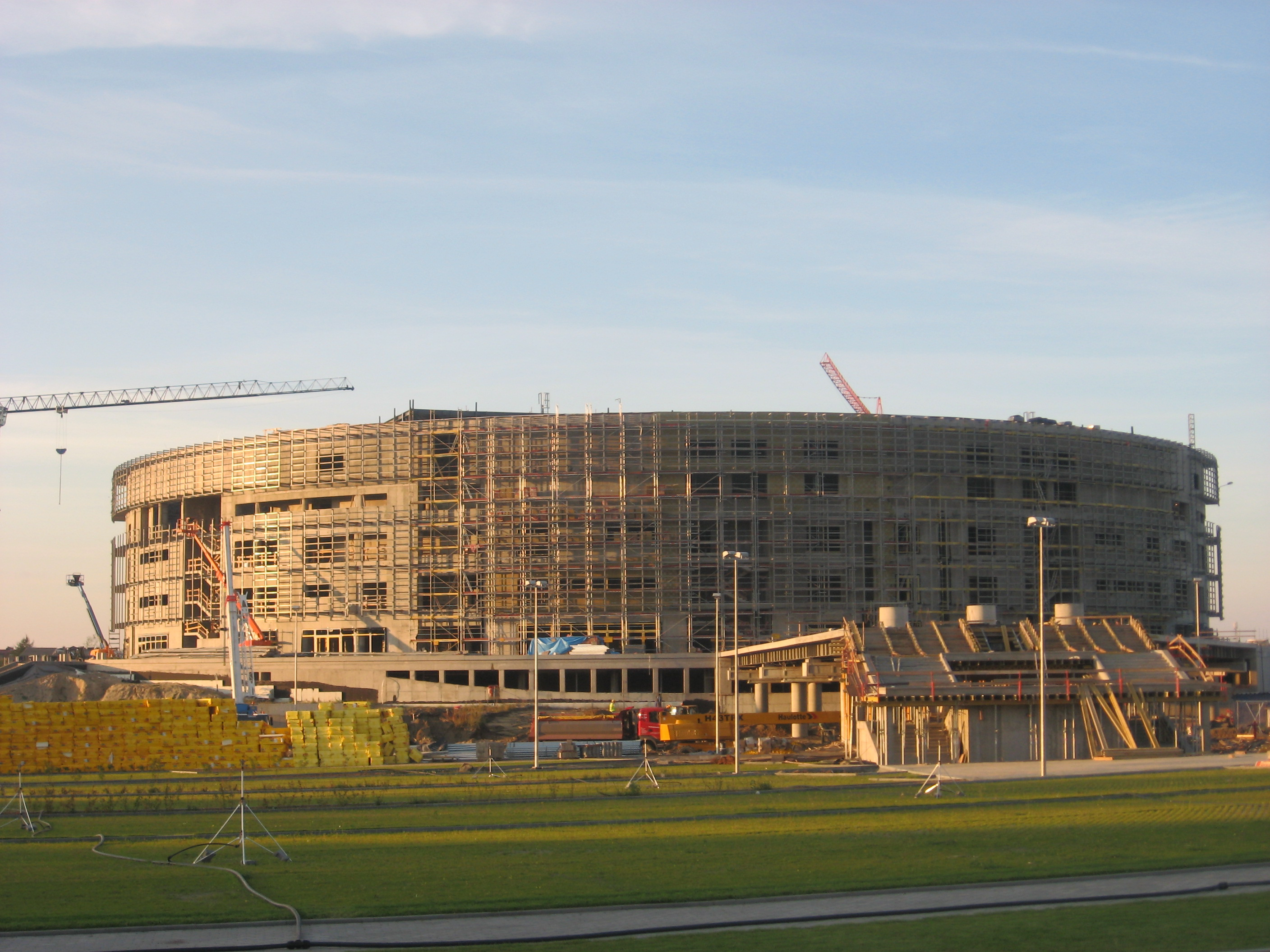
Palazzo durante i lavori, settembre 2008

- Dimensioni del palazzetto dello sport con gli spettatori: 143,4/119 m
- Altezza impianto: 30,73 m
- Utilizzabili: 22 863,21 m²
- Superficie della scheda madre: 4 000 m²